# Deficiencia selectiva de inmunoglobulina A
Se denomina deficiencia selectiva de inmunoglobulina A (déficit de IgA) a la ausencia o existencia de una concentración de dicha proteína sanguínea inferior a 7 mg/dl (5 mg/dl según otros autores), con concentraciones normales de IgG e IgM y en individuos de más de 4 años de edad. La IgA está muy presente en las membranas mucosas, particularmente en las paredes internas de las vías respiratorias y el tracto gastrointestinal, así como también en la saliva, las lágrimas y la leche materna. Su principal función es la de combatir las infecciones (anticuerpo) y su carencia o déficit es un trastorno del sistema inmunitario cuyas causas son desconocidas y de momento, no tiene un tratamiento específico.

## Epidemiología
Es una de las inmunodeficiencias primarias (IDP) más frecuentes y posee una prevalencia de 1/200 a 1/1.000. Muchas de las personas que la padecen suelen ser diagnosticadas casualmente mediante la realización de un análisis sanguíneo, ya que por lo general presentan enfermedades relativamente ligeras y no se encuentran tan enfermas como para que les sea detectada. Debido a que la transmisión está frecuentemente ligada al cromosoma X es más común en hombres que en mujeres y puede ser heredada como un rasgo autosómico dominante o autosómico recesivo. Se asocia con ciertos genes del CMH de clase I, II y III, siendo los haplotipos más frecuentes HLA A1, B8, DR3, C2, C4A y la deleción de la 21 HO. Algunos pacientes con deficiencia selectiva de inmunoglobulina A pueden presentar con el tiempo inmunodeficiencia común variable (IDCV).

## Fisiopatología
La IgA (IgA 1 e IgA 2) forma parte del sistema inmunitario de las mucosas. Es fabricada por los linfocitos B y representa la primera línea de defensa del organismo. Los anticuerpos IgA, transportados por las secreciones a las superficies mucosas, juegan un papel importante en la protección de estas contra las infecciones. Es por lo que se les conoce como anticuerpos secretorios. Poseen las siguientes funciones:
- Neutralizar los patógenos.
- Aglutinar, limpiar y prevenir la penetración de antígenos.
- Inducir tolerancia, por su función antiinflamatoria.
- No activar el complemento.
- Activar la fagocitosis en los PMN.

Por tanto, la carencia de IgA en mucosas, debida a esta disfunción de los linfocitos B, provoca la absorción de diferentes antígenos (bacterias, virus, etc), disminuye la limpieza de estos y aumenta la actividad inflamatoria y la inducción de autoanticuerpos (anti IgA).
Aunque el curso suele ser asintomático, es frecuente observar las siguientes patologías:
- Recurrentes infecciones de las vías aéreas superiores,  bronquitis y neumonía.
- Enfermedades autoinmunes (20% a 40 %): artritis reumatoide, lupus, intolerancia al gluten o enfermedad celíaca, diabetes tipo I, hipotiroidismo, etc. En las enfermedades autoinmunes el individuo produce anticuerpos o linfocitos T que reaccionan con sus propios tejidos, teniendo como resultado el daño de los mismos.
- Reacciones alérgicas como asma, alergia a alimentos, atopía, rinitis alérgica, eccema, etc.
- Posibilidad de sufrir una reacción anafiláctica. En personas cuya sangre no contiene IgA, la IgA de otras personas puede ser reconocida por el sistema inmune como una proteína extraña y provocar una reacción alérgica. Aun cuando son poco comunes, es importante que el paciente con deficiencia selectiva de IgA sea consciente del riesgo potencial a reacciones, durante transfusiones sanguíneas. Por ello se suele aconsejar que lleven un brazalete de identificación, para evitar la administración inadvertida de plasma o IVIG.[4]
- Cáncer.